# أليكس فريتاس
أليكس فريتاس (14 نوفمبر 1988 بالبرازيل - ) هو لاعب كرة قدم برازيلي في مركز الوسط. لعب مع VSI Tampa Bay FC ‏.